# 姚以价

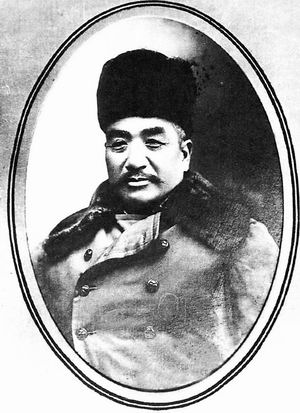

姚以（1882年—1947年2月）字维藩，号龙门山人，山西河津人，中国民主革命家，中华民国军事人物。

## 生平
1902年，姚以价考入山西武备学堂。1904年获选送为官费生赴日本留学。在山西同期留学日本的50位学生之中，考取官费的仅有三人，即阎锡山、姚以价、张维藩。1909年，姚以价学成回国，出任山西陆军督练公所教练员。1910年，升任山西新军第八十六标一营管带。后来调任第八十五标二营管带。
1911年10月10日武昌起义爆发后，消息传至山西。新任山西巡抚陆钟琦已察觉革命党人在驻山西省城太原的陆军两标中的活动。革命党人决定于10月29日拂晓发动起义。姚以价并非中国同盟会会员，但同情革命，并且在官兵中颇有声望。太原起义前，由于第八十五标标统黄国梁先期脱离部队南下，第八十五标的中国同盟会会员杨彭龄等人成功说服姚以价领导起义。

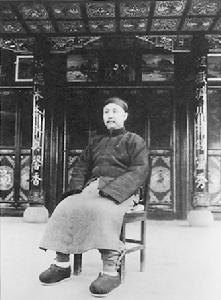

1911年10月29日凌晨，第八十五标一、二营的1000多名士兵在狄村北口第二营营盘内集合。姚以价作为起义军总司令发布起义命令：“弟兄们，清家已经统治我们中国二百六十多年了，全中国的老百姓，过着牛马不如的奴隶生活，已经受够了，我们现在要起来革命，革清家的命，推翻满清皇帝。”随后他宣布了“不烧杀老百姓，不奸淫妇女等各项纪律二十多条，违犯纪律、扰害老百姓者杀头”。第八十五标两营士兵随即进军太原城。姚以价率第二营的500人进攻山西巡抚衙门，并且派督队官苗文华率第一营的500人进攻满洲城。在进攻山西巡抚衙门时，山西巡抚陆钟琦、其子陆光熙以及协统谭振德被起义士兵开枪打死。起义队伍占领了山西巡抚衙门。
太原光复后，中国同盟会会员阎锡山出任山西都督，成立山西军政府。民军分为东路、北路、南路，共同阻击清军。姚以价出任东路军总司令，率民军赴娘子关、固关防守。姚以价还参与策划组织燕晋联军，但因为革命党人、清军第六镇总兵吴禄贞遇刺身亡，燕晋联军计划破灭，一个月后清军攻陷娘子关。
娘子关被清军攻陷前，姚以价弃军赴天津。后来赴江西，在李烈钧部担任参谋长。1923年1月31日，获将军府晋威将军。1930年2月，任国民政府军事参议院参议，奉命宣抚山西。后来，姚以价出任陆海空军总司令部上将参议。抗日战争爆发后，姚以价避居于陕西。
1947年2月，姚以价病逝于西安，享年65岁。

## 家庭
- 子：姚第鸿